# イサクの犠牲 (レンブラント)
『イサクの犠牲』（イサクのぎせい、英: The Sacrifice of Isaac）、または『アブラハムの燔祭』（アブラハムのはんさい、蘭: Het offer van Abraham、英: Abraham's Sacrifice）は、17世紀オランダ黄金時代の巨匠レンブラント・ファン・レインが1635年にキャンバス上に油彩で制作した絵画である。『旧約聖書』に登場するアブラハムが息子のイサクを神に捧げる物語を取り上げている。作品は、サンクトペテルブルクのエルミタージュ美術館に所蔵されている。また、1636年に制作されたレンブラントと工房、あるいは工房による複製がミュンヘンのアルテ・ピナコテークに所蔵されている。アルテ・ピナコテークでは、この複製はレンブラントの構図をもとに弟子が制作し、後にレンブラントが修正した作品であるとしている。

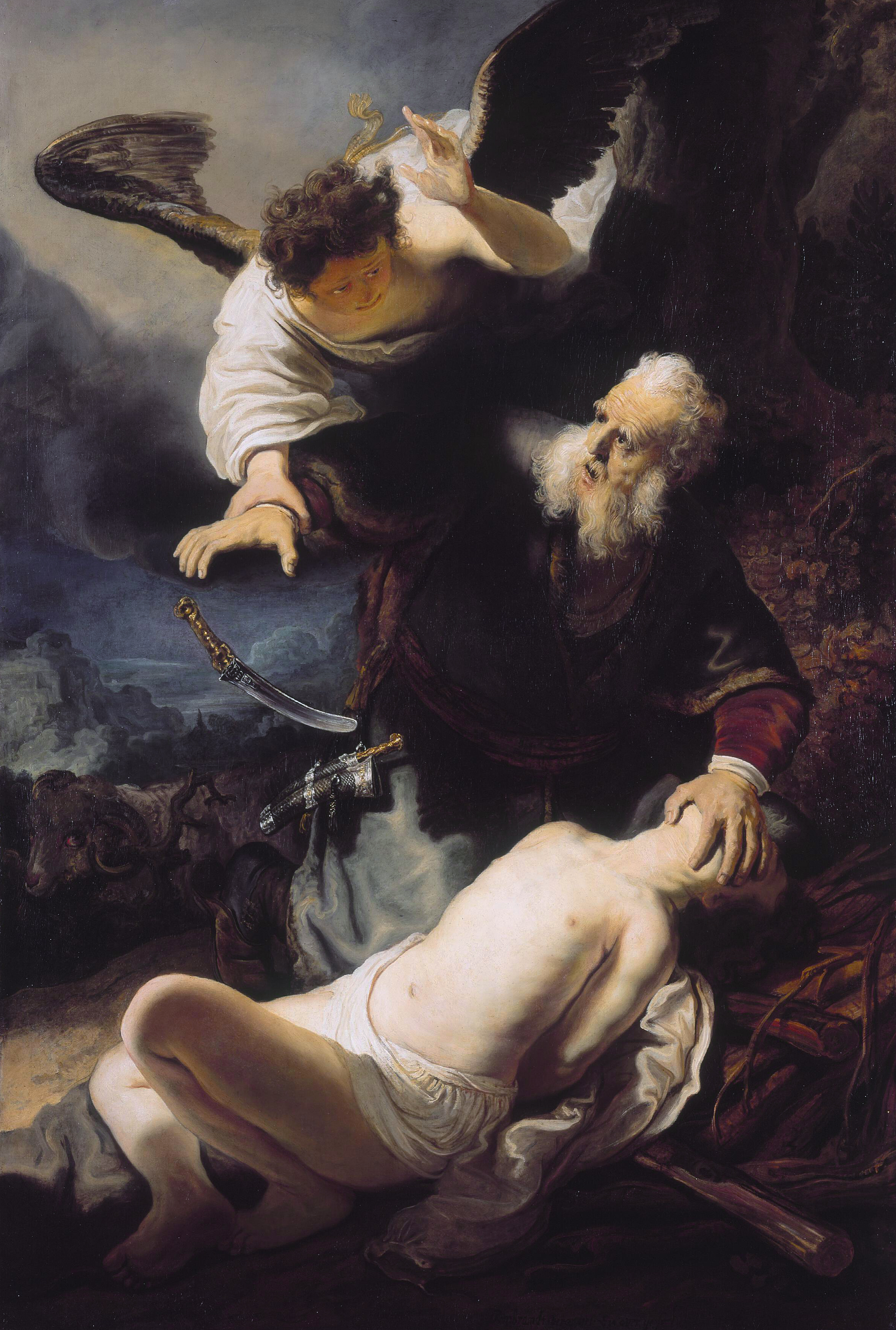
レンブラントと工房『イサクの犠牲』(1635年) アルテ・ピナコテーク (ミュンヘン)

## 主題
絵画の主題は、『旧約聖書』の「創世記」(22:10-13) から取られている。ヘブライ人の族長アブラハムは、正妻サラが老年になってから生まれた唯一の子である息子イサクを犠牲にともするよう神に命じられる。アブラハムは、イサクの質問に「捧げものの仔羊はきっと神が備えてくださる」と答え、指定された丘の上に連れていって、イサクを薪の上に載せる。創世記には、続く出来事が以下のように記述されている。
そしてアブラハムは、手を伸ばして刃物を取り、息子を屠ろうとした。そのとき、天から主の御使いが、「アブラハム、アブラハム」と呼びかけた。彼が、「はい」と答えると、御使いは言った。「その子に手を下すな。何もしてはならない。あなたが神を畏れる者であることが、今、わかったからだ。あなたは、自分の独り子である息子すら、わたしにささげることを惜しまなかった」。アブラハムは目を凝らして見回した。すると、後ろの木の茂みに1匹の雄羊が角をとられていた。アブラハムは行って、その雄羊を捕まえ、息子の代わりに焼き尽くすと献げ物としてささげた。

## 作品
本作において、レンブラントは神の御使いによる救出という物語のクライマックスを描く古来の美術的伝統に従っている。手や眼差しや斜線上に配された身体の活気ある描写によって、レンブラントは出来事の劇的効果を比較にならないほど高めている。
白髪のアブラハムは、がっしりとした手でイサクの顎を押させつけて目を塞ぎ、喉を露出させている。上方からの強い光線がまだ思春期前のイサクのか弱い裸体を照らし、御使いは神のメッセージを伝えつつアブラハムの手首を掴んでナイフを落下させている。アブラハムの疲弊した表情や涙を湛えた目には、内面の苦しみが表されている (この苦悶については、聖書は何も記していない)。レンブラントは、御使いが光とともに登場したところを描くことで、その神的存在を示している。
この主題の絵画化において、イサクの代わりに捧げものとして授かった雄羊を描くのが一般的であるが、レンブラントは雄羊を省略し、高揚した感情の叙述のみを取り上げている。手だけを見ても、緊迫した「信仰のドラマ」が生々しく伝わってくるような作品である。本作の画面構成には、当時の演劇の舞台面の影響も指摘されている。